# Műholdplatform
A műholdplatform sorozatban gyártott, hasonló (például kereskedelmi célra épített geostacionárius távközlési) műholdak megegyező vázszerkezetét és berendezéseit tartalmazó szerelési egysége, melyet az erre épülő különféle műholdak feladatainak megfelelő berendezésekkel egészítenek ki. Egy tipikus műholdplatform a vázszerkezeten és a külső borításon kívül tartalmazza az energiaellátáshoz szükséges berendezéseket (napelemek, akkumulátorok), a pályára álláshoz és a pályán tartáshoz szükséges berendezéseket (például apogeumhajtómű, manőverező hajtóművek), a fedélzeti számítógépet és a földi irányítóközponttal kapcsolatot tartó berendezéseket.
Ismertebb műholdplatformok:
- Orbital Sciences Corporation STAR Bus
- Boeing 701
- Spacebus
- Lockheed Martin A2100
- KAUR